# Orbec
Orbec é uma comuna francesa na região administrativa da Normandia, no departamento Calvados. Estende-se por uma área de 10,12 km². Em 2010 a comuna tinha 2 038 habitantes (densidade: 201,4 hab./km²).